# Tandonia pageti
Tandonia pageti is een slakkensoort uit de familie van de Milacidae. De wetenschappelijke naam van de soort is voor het eerst geldig gepubliceerd in 1972 door Forcart.